# An Adventure in Space and Time
An Adventure in Space and Time (Una aventura en el espacio y el tiempo) es un docudrama británico producido para celebrar el 50 aniversario de la serie de ciencia ficción Doctor Who. Fue escrito por el guionista habitual de Doctor Who y Sherlock Mark Gatiss. La BBC anunció los detalles de la película, de 90 minutos, el 9 de agosto de 2012, y se emitió en BBC Two el 21 de noviembre de 2013. Cuenta la historia del equipo responsable de la creación de Doctor Who, desde los inicios de la preproducción en 1963 hasta la marcha de su primer protagonista, William Hartnell (David Bradley) en 1966.

## Producción
El productor es Matt Strevens, y el director Terry McDonough. El rodaje comenzó en febrero de 2013. La producción está basada en los Wimbledon Studios en Londres, con parte del rodaje también en el BBC Television Centre. David Bradley interpreta al actor del Primer Doctor, William Hartnell, y Brian Cox al director de dramáticos de la BBC, Sydney Newman, la fuerza detrás de la creación del programa. Jessica Raine es la intérprete de la primera productora del programa, Verity Lambert, y Sacha Dhawan interpreta al primer director, Waris Hussein.
El papel de Carole Ann Ford, actriz intérprete de la nieta del Primer Doctor, Susan Foreman, está a cargo de Claudia Grant. William Russell y Jacqueline Hill, intérpretes de los acompañantes del Doctor, Ian Chesterton y Barbara Wright, son interpretados por Jamie Glover y Jemma Powell.
El propio William Russell intervendrá en la película, interpretando a un personaje llamado Harry, y su antigua acompañante Carole Ann Ford también aparecerá, en el papel de Joyce. También estará presente el intérprete del Segundo Doctor, Patrick Troughton, interpretado por Reece Shearsmith.
Otros intérpretes incluyen a Sarah Winter como Delia Derbyshire, la miembro del BBC Radiophonic Workshop que creó el arreglo original de la conocida sintonía musical de la serie. El actor Peter Hawkins, que daba voz a los Daleks originales en Doctor Who, también aparecerá interpretado por Nicholas Briggs, que se encarga de dar voz a los Daleks en la serie moderna desde 2005.
El 17 de febrero de 2013 se rodaron exteriores del drama en el Westminster Bridge en Londres. En ese rodaje se usaron réplicas de los Daleks de los años sesenta cruzando el puente, recreando una escena famosa del serial de 1964 The Dalek Invasion of Earth. En interiores se han rodado escenas imitando los primeros estudios de producción de Doctor Who en los Lime Grove Studios, mostrando cámaras y equipamiento de estudio de 1963.

## Reparto
Parte del reparto ha aparecido también en Doctor Who en una u otra época, notablemente William Russell y Carole Ann Ford. David Bradley apareció en el episodio de la séptima temporada moderna Dinosaurios en una nave espacial, mientras Jessica Raine apareció en el episodio de la misma temporada Oculto, los dos junto a Matt Smith como el Undécimo Doctor. Jeff Rawle estuvo en el serial de la temporada 21 clásica Frontios con Peter Davison. Mark Eden apareció como el personaje titular del serial de 1964 Marco Polo junto a William Hartnell. Nicholas Briggs ha interpretado la voz de los Daleks y otras criaturas desde el regreso de la serie en 2005, y Brian Cox dio voz al Ood anciano en El fin del tiempo.
| - David Bradley como William Hartnell. - Jamie Glover como William Russell. - Jemma Powell como Jacqueline Hill. - Claudia Grant como Carole Ann Ford. - Reece Shearsmith como Patrick Troughton. - Sophie Holt como Jackie Lane. - Nicholas Briggs como Peter Hawkins. | - Brian Cox como Sydney Newman. - Jessica Raine como Verity Lambert. - Sacha Dhawan como Waris Hussein. - Sarah Winter como Delia Derbyshire. - Jeff Rawle como Mervyn Pinfield. - Andrew Woodall como Rex Tucker. - Ian Hallard como Richard Martin. - David Annen como Peter Brachacki. - Sam Hoare como Douglas Camfield. - Mark Eden como Donald Baverstock. | - Lesley Manville como Heather Hartnell. - Cara Jenkins como Judith Carney. - William Russell como Harry. - Carole Ann Ford como Joyce. - Reece Pockney como Alan. - Charlie Kemp como Arthur. - Roger May como Len. - Kit Connor como Charlie. - Matt Smith como el Undécimo Doctor |

## Primeras propuestas
Gatiss presentó por primera vez la idea de un dramático similar a la BBC en el cuadragésimo aniversario de la serie en 2003, enviando la propuesta a BBC Four. Sin embargo, la BBC rechazó la propuesta, diciéndole a Gatiss que no había sitio ni presupuesto para un programa así. Diez años antes, en el treinta aniversario de Doctor Who en 1993, el director de cine Kevin Davies había propuesto a la BBC un proyecto similar titulado The Legend Begins. Esa propuesta hubiera mezclado entrevistas documentales con los responsables de la creación de Doctor Who, con una dramatización mostrando los inicios del programa. Al final, se abandonó la dramatización para crear un documental estándar mostrando la historia completa de Doctor Who que se emitió en BBC One como Doctor Who: Thirty Years in the TARDIS en noviembre de 1993. Cuando le entrevistaron en 2003, Mark Gatiss dijo que no sabía de la anterior propuesta de Davies de The Legend Begins cuando se le ocurrió la idea de su programa.